# Karnawał w Puno

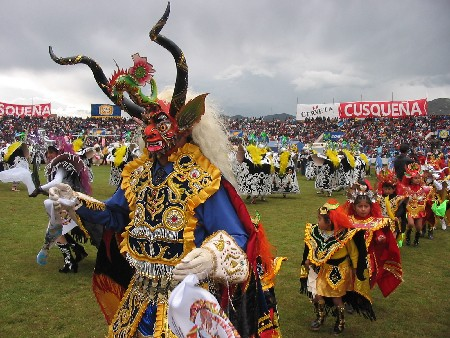
Diablada

Karnawał w Puno (hiszp. Fiesta de la Virgen de la Candelaria) – obchody karnawałowe w mieście Puno (Peru) nad jeziorem Titicaca.
Obchody rozpoczynają się 2 lutego (święto Matki Boskiej Gromnicznej). Występują wtedy indiańskie zespoły muzyczne z regionu Puno. Około godziny 14 odbywa się procesja kościelna, a po niej następują wielogodzinne pokazy taneczne. Charakterystyczne są tańce w strojach regionalnych, m.in. w spiczastych czapeczkach chulio. Używane są też miejscowe instrumenty, np. fujarki tarka i kena oraz fletnie Pana. Po tygodniowym cyklu imprez karnawał kończy się Diabladą – festiwalem przebierańców z dominującą postacią diabła.